# Etna (album)
Etna è un album dell'omonimo gruppo musicale, pubblicato dalla Catoca Records nel 1975. 

## Tracce
Lato A
1. Beneath the Geyser – 3:56 (Marangolo, Pennisi)
2. South East Wind – 6:10 (Marangolo, Pennisi, Volpini)
3. Across the Indian Ocean – 5:36 (Pennisi, Volpini)
4. French Picadores – 4:26 (Pennisi)

Durata totale: 20:08
Lato B
1. Golden Idol – 8:59 (Marangolo, Pennisi)
2. Sentimental Lewdness – 6:42 (Pennisi)
3. Barbarian Serenade – 5:14 (Marangolo)

Durata totale: 20:55

## Musicisti
- Antonio Marangolo - tastiere, clarinetto
- Carlo Pennisi - chitarra, mandolino
- Elio Volpini - basso, contrabbasso
- Agostino Marangolo - batteria, percussioni